# Кононенко, Константин Матвеевич
Константи́н Матве́евич Кононе́нко (20 сентября 1914, Введенское, Оренбургская губерния — 6 августа 1983, Магнитогорск, Челябинская область) — советский рабочий-металлург, старший мастер мартеновского цеха № 3 Магнитогорского металлургического комбината. Герой Социалистического Труда (1958).

## Биография
Константин Кононенко родился 20 сентября 1914 года (по другим данным 2 (15) сентября 1914 года) в крестьянской семье в селе Введенское Введенской волости Челябинского уезда Оренбургской губернии, ныне село входит в Мишкинский муниципальный округ Курганской области.
В 1931 году был завербован на строительство Магнитки, работал каменщиком, участвовал в строительстве зданий городского совета и кинотеатра. В 1934 году поступил на курсы сталеваров и устроился работать в мартеновский цех Магнитогорского металлургического комбината (позже мартеновский цех № 2). Здесь Кононенко работал заправщиком мартеновских печей.
В январе 1935 года был назначен третьим подручным сталевара на мартеновскую печь № 8, затем работал вторым и первым подручным, часто подменял сталеваров. В 1938 году стал сталеваром на мартеновской печи № 4, как один из лучших сталеваров Магнитогорского металлургического комбината был послан на празднование Первого мая в город Кронштадт.
Константин Матвеевич встретил Великую Отечественную войну сталеваром одной из мартеновских печей ММК, успешно участвовал в освоении необходимых для фронта марок стали. Во время войны был переведён в мастера, а в 1944 году в старшие мастера мартеновского цеха ММК. Позже перешел на работу в цех мартеновский цех № 3, где руководил блоком печей № 14, № 15 и № 16. Под руководством старшего мастера Кононенко коллектив этих печей участвовал в социалистическом соревновании, регулярно выдавая скоростные плавки, производя сверхплановые тонны стали.
Подготовил множество молодых сталеваров. Вышел на пенсию в начале 1966 года, новым старшим мастером стал его ученик Константин Неклеенов.
В честь первого празднования дня металлурга награждён званием Героя Социалистического Труда, награда была вручена 18 сентября того же года секретарём Челябинского обкома КПСС Николаем Васильевичем Лаптевым. За свою трудовую деятельность был награждён тремя Орденами Ленина и Орденом Трудового Красного Знамени.
Константин Матвеевич Кононенко умер 6 августа 1983 года, похоронен на Левобережном кладбище города Магнитогорска Челябинской области, 2а квартал, участок 111040.

## Награды и звания
- Герой Социалистического Труда, Указ Президиума Верховного Совета СССР от 19 июля 1958 года, за выдающиеся успехи, достигнутые в деле развития чёрной металлургии[1]
  - Орден Ленина № 317513
  - Медаль «Серп и Молот» № 9045
- Орден Ленина, 30 января 1952 года[15]
- Орден Ленина, 5 ноября 1954
- Орден Октябрьской Революции,
- Орден Трудового Красного Знамени, 6 февраля 1951 года
- Медаль «За трудовую доблесть», 5 мая 1949 года
- Почётный металлург СССР, 3 мая 1949 года[16]

## Семья
- Жена Анна Ильинична Кононенко (15 июня 1916 — 25 сентября 1978)[17], 
  - сын Виктор, в 1960 году был осужден на пять лет лишения свободы[18][19].
  - сын Анатолий (20 июля 1952 — 11 октября 1995)

## Публикации
- К.М. Кононенко. Высшая награда // Магнитогорский металл. — Магнитогорск, 1957. — Вып. 47.
- М. Софронов, К. Кононенко. Когда же будет порядок? // Магнитогорский металл. — Магнитогорск, 1962. — Вып. 19. — С. 3.